# MVP LNB Pro A

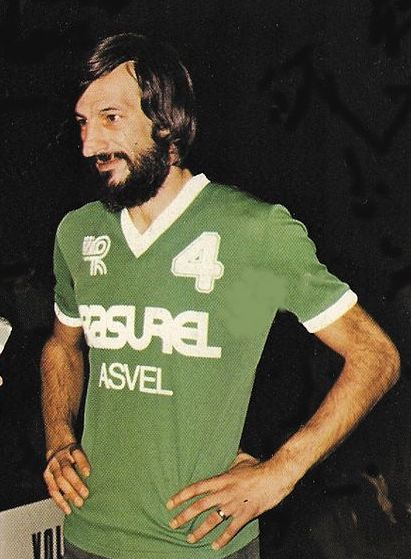
Alain Gilles był wybierany trzykrotnie zawodnikiem roku (1965, 1967, 1968).

MVP LNB Pro A – nagroda przyznawana corocznie od 1983 roku najlepszemu zawodnikowi (MVP) sezonu zasadniczego koszykarskiej ligi francuskiej I poziomu – LNB Pro A.
Przed 1983 nagroda dla najlepszego zawodnika była przyznawana nieregularnie przez panel dziennikarzy. Poniższa lista jest niekompletna.
- Jean Degros (Denain) – MVP sezonu 1962/1963
- Alain Gilles (ASVEL) – MVP sezonu 1964/1965, 1966–67 i 1967/1968
- Michel Le Ray (ABC Nantes) – MVP sezonu 1965/1966
- Pierre Galle (AS Berck) – MVP sezonu 1972/1973 i 1973/1974

## Dwie nagrody (1983–2014)

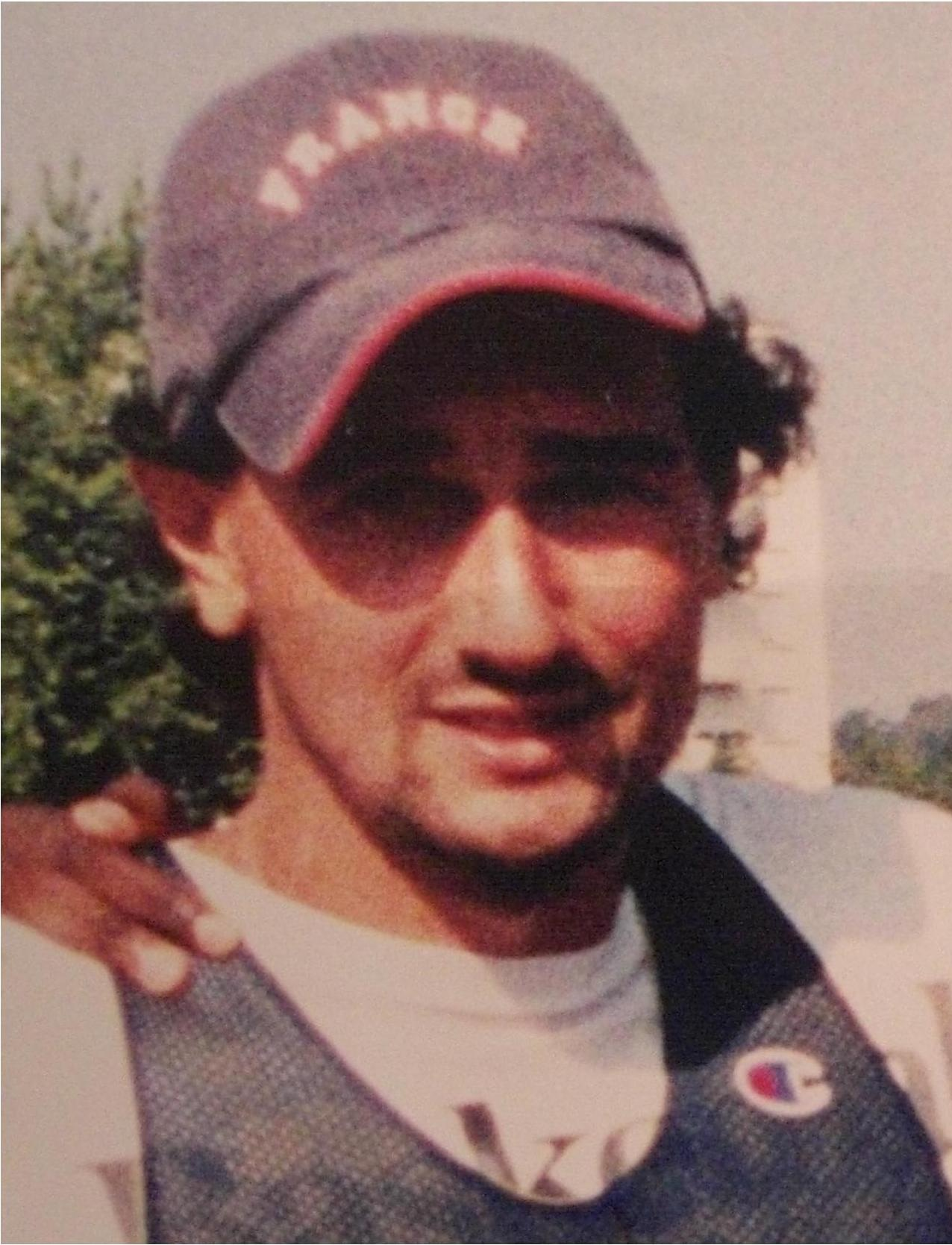
Yann Bonato – dwukrotny francuski MVP ligi (1995, 1997).

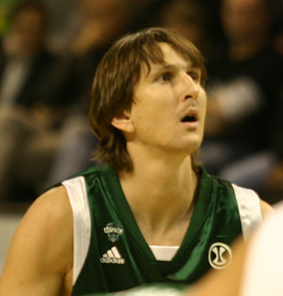
Laurent Foirest – zdobył dwukrotnie nagrodę krajowego MVP ligi (1999, 2004).

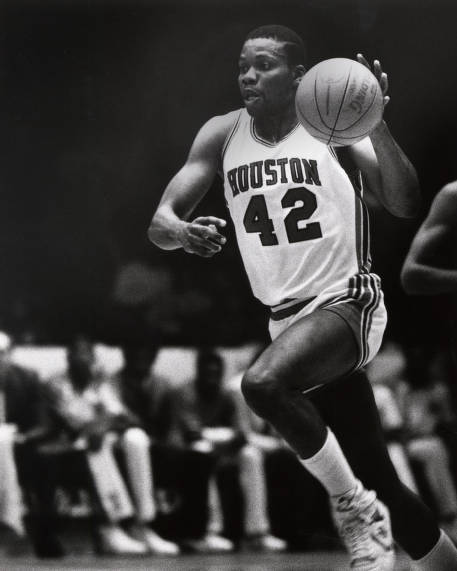
Michael Young dwukrotny laureat nagrody zagranicznego MVP ligi (1993, 1994).

W latach 1983–2005 miesięcznik Maxi-Basket organizował głosowanie śród zawodników i trenerów ligi. Od 2005 w głosowaniu biorą udział trenerzy i kapitanowie klubów LNB Pro A oraz panel 50. dziennikarzy.
Od rozgrywek 2014/2015 nagroda MVP została zunifikowana i otrzymują ją już tylko jeden zawodnik bez podziału na Francuzów i obcokrajowców.
| Sezon   | Francuski MVP                | Zagraniczny MVP              |
| ------- | ---------------------------- | ---------------------------- |
| 1982–83 | Philippe Szanyiel (ASVEL)    | Ed Murhpy (Limoges)          |
| 1983–84 | Hervé Dubuisson (Stade)      | Ed Murphy (Limoges)          |
| 1984–85 | Richard Dacoury (Limoges)    | Ed Murphy (Limoges)          |
| 1985–86 | Stéphane Ostrowski (Limoges) | Kevin Figaro (Challans)      |
| 1986–87 | Freddy Hufnagel (Orthez)     | Bill Varner (Antibes)        |
| 1987–88 | Stéphane Ostrowski (Limoges) | Don Collins (Limoges)        |
| 1988–89 | Stéphane Ostrowski (Limoges) | Don Collins (Limoges)        |
| 1989–90 | Stéphane Ostrowski (Limoges) | Don Collins (Limoges)        |
| 1990–91 | Antoine Rigaudeau (Cholet)   | Michael Brooks (CSP Limoges) |
| 1991–92 | Antoine Rigaudeau (Cholet)   | Michael Brooks (CSP Limoges) |
| 1992–93 | Antoine Rigaudeau (Cholet)   | Michael Young (CSP Limoges)  |
| 1993–94 | Antoine Rigaudeau (Cholet)   | Michael Young (CSP Limoges)  |
| 1994–95 | Yann Bonato (Paryż)          | David Rivers (Antibes)       |
| 1995–96 | Antoine Rigaudeau (Orthez)   | Delaney Rudd (ASVEL)         |
| 1996–97 | Yann Bonato (Limoges)        | Delaney Rudd (ASVEL)         |
| 1997–98 | Jim Bilba (ASVEL)            | Jerry McCullough (BCM)       |
| 1998–99 | Laurent Foirest (Orthez)     | Keith Jennings (MSB)         |
| 1999–00 | Moustapha Sonko (ASVEL)      | Marcus Brown (Limoges)       |
| 2000–01 | Jim Bilba (ASVEL)            | Bill Edwards (ASVEL)         |
| 2001–02 | Cyril Julian (Nancy)         | Roger Esteller (Orthez)      |
| 2002–03 | Boris Diaw (Orthez)          | Rico Hill (MSB)              |
| 2003–04 | Laurent Foirest (Orthez)     | Rick Hughes (SIG)            |
| 2004–05 | Laurent Sciarra (BCM)        | Jermaine Guice (STB)         |
| 2005–06 | Cyril Julian (Nancy)         | Jason Rowe (Toulon)          |
| 2006–07 | Cyril Julian (Nancy)         | Dewarick Spencer (Roanne)    |
| 2007–08 | Nando De Colo (Cholet)       | Marc Salyers (Roanne)        |
| 2008–09 | Alain Koffi (MSB)            | Austin Nichols (Toulon)      |
| 2009–10 | Ali Traoré (ASVEL)           | Ricardo Greer (Nancy)        |
| 2010–11 | Mickaël Gelabale (ASVEL)     | Sammy Mejia (Cholet)         |
| 2011–12 | Fabien Causeur (Cholet)      | Blake Schilb (Chalon)        |
| 2012–13 | Edwin Jackson (ASVEL)        | Dwight Buycks (BCM)          |
| 2013–14 | Antoine Diot (SIG)           | Randal Falker (Nancy)        |

## Zunifikowana nagroda MVP LNB Pro A (od 2015)

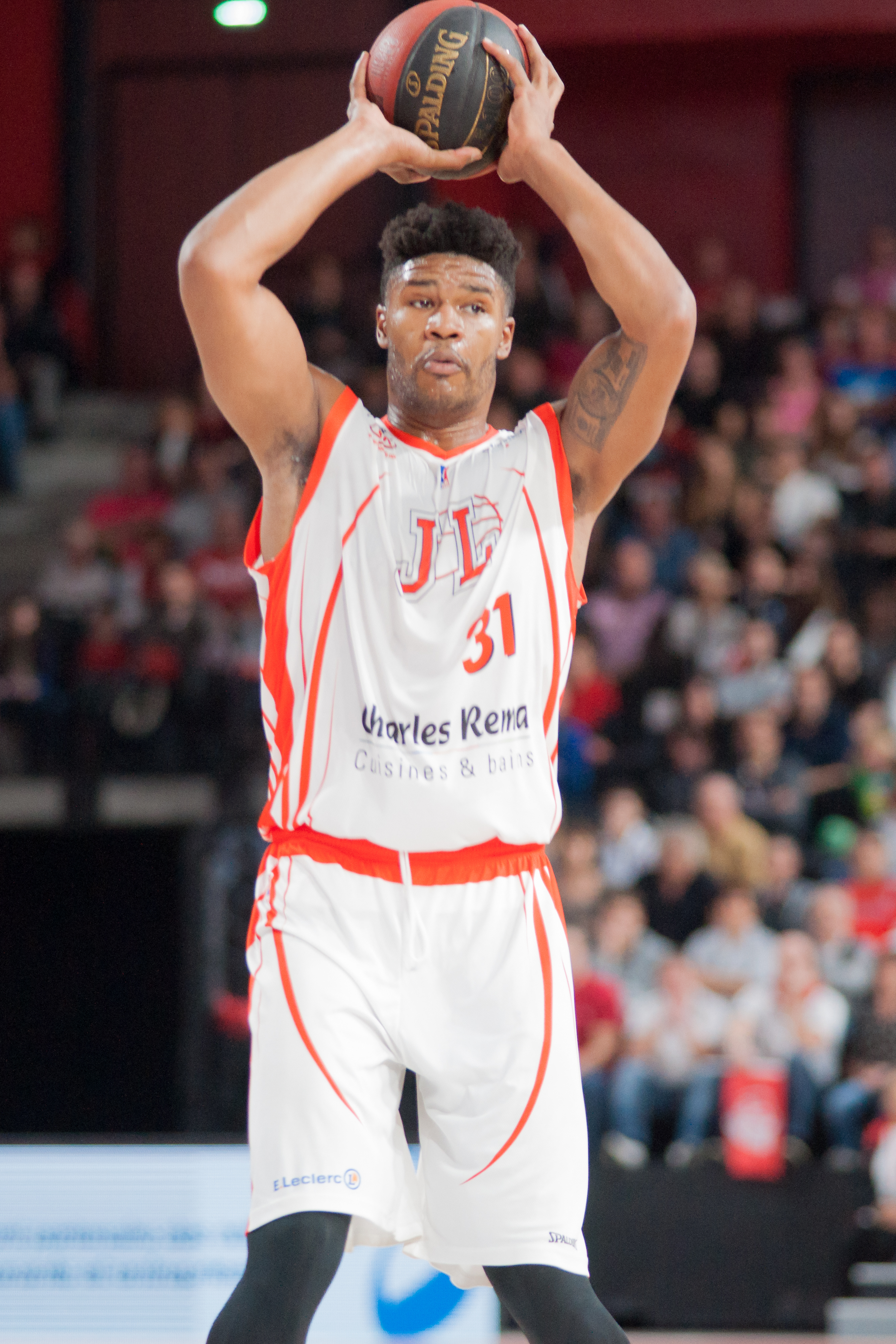
Devin Booker został drugim zawodnikiem Chalon, który zdobył nagrodę MVP (2016).
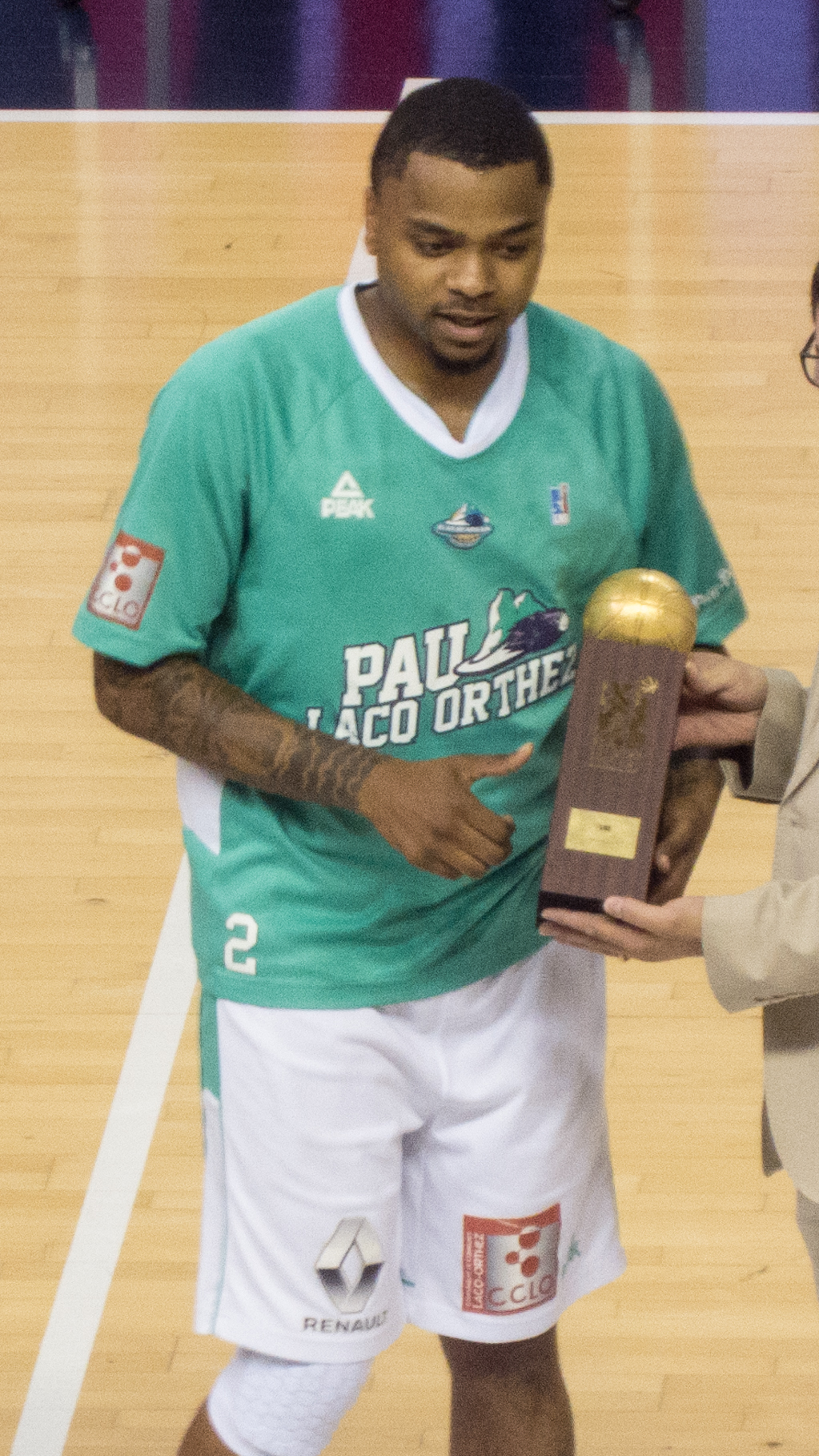
D.J. Cooper otrzymał nagrodę MVP w 2017.
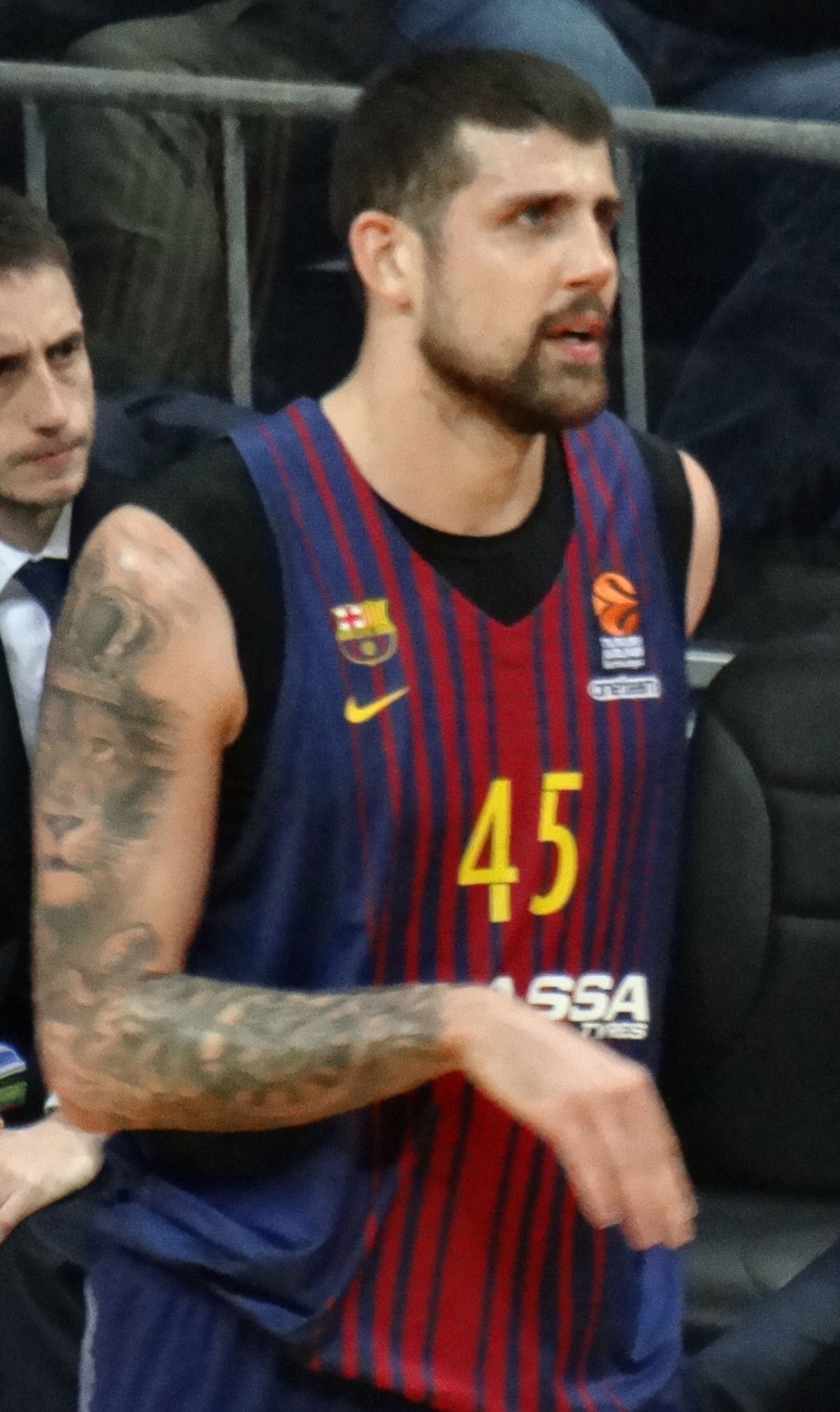
Adrien Moerman – laureat MVP z 2015.

| Sezon   | Zawodnik        | Pozycja       | Narodowość        | Klub                     | Przy.         |
| ------- | --------------- | ------------- | ----------------- | ------------------------ | ------------- |
| 2014–15 | Adrien Moerman  | PF            | Francja           | CSP Limoges (18)         | [ 1 ]         |
| 2015–16 | Devin Booker    | C/PF          | Stany Zjednoczone | Élan Chalon (2)          | [ 2 ]         |
| 2016–17 | D.J. Cooper     | PG            | Stany Zjednoczone | Élan Béarnais Pau-Orthez | [ 3 ]         |
| 2017–18 | Zachery Peacock | C/PF          | Stany Zjednoczone | JL Bourg                 | [ 4 ]         |
| 2018–19 | David Holston   | PG            | Stany Zjednoczone | JDA Dijon                | [ 5 ]         |
| 2019–20 | Nie przyznano   | Nie przyznano | Nie przyznano     | Nie przyznano            | Nie przyznano |
| 2020–21 | Bonzie Colson   | F             | Stany Zjednoczone | SIG Strasburg            | [ 7 ]         |
| 2021–22 | Will Cummings   | F             | Stany Zjednoczone | Metropolitans 92         | [ 8 ]         |

## Nagrody L'Équipe (1994–2005)
W latach 1994–2005, francuska gazeta L’Équipe także dokonywała wyboru najlepszych francuskich i zagranicznych zawodników ligi, poprzez głosowanie dziennikarzy. Nagrody były również uznawane za oficjalne nagrody przez Ligue Nationale de Basket (LNB).
| Sezon   | Francuski MVP              | Zagraniczny MVP          |
| ------- | -------------------------- | ------------------------ |
| 1993–94 | Antoine Rigaudeau (Cholet) | Michael Young (Limoges)  |
| 1994–95 | Yann Bonato (Paryż)        | David Rivers (Antibes)   |
| 1995–96 | Antoine Rigaudeau (Orthez) | Delaney Rudd (ASVEL)     |
| 1996–97 | Jim Bilba (ASVEL)          | Delaney Rudd (ASVEL)     |
| 1997–98 | Alain Digbeu (ASVEL)       | Jerry McCullough (BCM)   |
| 1998–99 | Laurent Foirest (Orthez)   | Keith Jennings (MSB)     |
| 1999–00 | Moustapha Sonko (ASVEL)    | Marcus Brown (Limoges)   |
| 2000–01 | Jim Bilba (ASVEL)          | Bill Edwards (ASVEL)     |
| 2001–02 | Cyril Julian (Nancy)       | / Tony Dorsey (Cholet)   |
| 2002–03 | Laurent Sciarra (Paryż)    | Dragan Lukovski (Orthez) |
| 2003–04 | Laurent Foirest (Orthez)   | Rick Hughes (SIG)        |
| 2004–05 | Laurent Sciarra (BCM)      | Jermaine Guice (STB)     |

## Zawdnicy z największą liczbą nagród krajowego MVP
- W zestawieniu znajduje się połączenie nagród krajowego MVP oraz gazety L'Équipe. Kiedy zawodnik otrzymał obie nagrody w tym samym roku uznawano go za krajowego MVP sezonu.

| Zawodnik           | Klub(y)                    | Liczba MVP | Zwycięskie lata              |
| ------------------ | -------------------------- | ---------- | ---------------------------- |
| Antoine Rigaudeau  | Cholet (4), Pau-Orthez (1) | 5          | 1991, 1992, 1993, 1994, 1996 |
| Stéphane Ostrowski | Limoges                    | 4          | 1986, 1988, 1989, 1990       |
| Cyril Julian       | Nancy                      | 3          | 2002, 2006, 2007             |
| Jim Bilba          | ASVEL                      | 3          | 1997, 1998, 2001             |
| Yann Bonato        | Paryż, Limoges             | 2          | 1995, 1997                   |
| Laurent Foirest    | Pau-Orthez                 | 2          | 1999, 2004                   |
| Laurent Sciarra    | Paryż, Gravelines          | 2          | 2003, 2005                   |

## Zawdnicy z największą liczbą nagród zagranicznego MVP
- W zestawieniu znajduje się połączenie nagród zagranicznego MVP oraz gazety L'Équipe. Kiedy zawodnik otrzymał obie nagrody w tym samym roku uznawano go za zagranicznego MVP sezonu.

| Zawodnik       | Klub    | Liczba MVP | Zwycięskie lata  |
| -------------- | ------- | ---------- | ---------------- |
| Don Collins    | Limoges | 3          | 1988, 1989, 1990 |
| Ed Murphy      | Limoges | 3          | 1983, 1984, 1985 |
| Michael Brooks | Limoges | 2          | 1991, 1992       |
| Delaney Rudd   | ASVEL   | 2          | 1996, 1997       |
| Michael Young  | Limoges | 2          | 1993, 1994       |